# Велики квар
Велики квар (фр. Big bogue) је пета епизода прве сезоне серије Код Лиоко.

## Опис
Тамија разговара са Мили о свом модном стилу. Престају да разговарају кад виде Улрика како долази. Разговарају о томе како лепо изгледа. Сиси, слушајући ово, каже им да су превише младе за њега. Мили јој одбруси, рекавши да их вређа јер су млађе. Ова каже да сваки дечак у школи жели да изађе с њом, што је стопроцентно лаж. Јуми, Од и Улрик стижу и Од понижава Сиси, која пита Улрика када ће он признати да је заљубљен. Он јој одговара да је алергичан на уображене особе, односно Сиси, и да је сама себи обожаватељка. Од каже Мили да их нико неће одбити чим има губитника који се друже са Сиси. Николас је љут, али га Сиси смирује и, поражена, одлази. Улрик каже да би она са тим вештинама требало да буде дресер паса, а на тај коментар Од иде да нахрани Кивија.
Улрик и Од иду до своје собе, док Јуми иде у Џеремијеву, који ради за рачунаром. Он каже да је развио ненатурални аларм за катастрофе са скалом од 1 до 10. Нада се да ће моћи да неки вебсајтови употребе његов аларм. Аутоматски би приметио катастрофу већу од 5, у овом случају можда Ксенин напад. Јуми пита Џеремија да ли Улрик воли Сиси, док он пита да ли се шали, додајући да је љубоморна. У Одовој и Улриковој соби, Од храни Кивија. Улрик предлаже да се нашале са Сиси и Од се слаже. Сиси добија поруку на мобилном која јој каже да иде до шупе и иде, верујући да је од Улрика.
У међувремену, у француским комуникативним мрежама настају многобројни прекиди; од ваздушног саобраћаја, преко семафора до возова. У центру за координацију возова, стижу пријаве да шине не раде како треба и да ће се два аутоматска теретна воза сударити. Запослени тврди да ће до судара воза 3611 и воза 9432 доћи за 26 минута и да први поменути носи отровне супстанце. У својој соби, Џереми је попунио свој програм и прозорчић је искочио. То је пренос уживо, где репортер каже да је компјутерски вирус инфицирао све компјутерске системе у Француској, ометајући комуникације, банке, метрое и ваздушни саобраћај. Такође је речено да је највероватније најопаснији судар возова. Потом, репортер Џон Свомп јавља да један воз носи отровне супстанце, које би проузроковале невиђену еколошку катастрофу. Организована је евакуација околног становништва.
Џереми каже Јуми да иде по друге док он иде у фабрику. Од и Улрик скривају се у жбуњу поред шупе. Зове их Јуми на мобилни, телефони им вибрирају, али тако ће им се само трик упропастити, па гасе телефоне. Јуми се пита зашто се не јављају на мобилни. Сиси отвара врата шупе, очекујући да је Улрик унутра, али је искочио Киви, који ју је срушио и олизао. Њих двојица излазе и умиру од смеха, док Киви иде сам до Одове собе. Сиси помиње школско правило, које забрањује животиње на академији. У фабрици, Џереми контактира Аелиту, која каже да ће тражити пулсације. Јуми вири у Одову и Улрикову собу, али одлази јер никога тамо нема. Потом Сиси прати Кивија, који ускаче у отворену фиоку, и ова залупи фиоку, желећи да врати Оду. Јуми налази Ода и Улрика и није срећна, али онда долази Џим, држећи Одовог пса, и води га у директорову канцеларију. Сиси је одала Џиму о псу, што је изузетно злобно. Јуми онда води Улрика у фабрику.
У лабораторији, Џереми гледа новости. Репортер каже да судар још није могуће избећи. Полиција је претрпана позивима у помоћ, а пљачке букте од када су покварени сигурносни аларми. Аелита каже Џеремију да је осетила пулсације у пустињском сектору. Јуми и Улрик припремају се за виртуелизацију, док је Од одведен у учионицу, где ће чекати до доласка својих родитеља да узму пса. У пустињском сектору, двоје се појављују близу Аелите. Џим дрема док Од прима поруку „С.О.С. КСЕНА“; на жалост, случајно је пробудио Џима, и прави изговор, говорећи да Киви треба да обави потребу. Џим у то не верује и настави да спава. Од шапуће Кивију питајући да ли жели кекс. Киви почиње да лаје, будећи Џима. Од му каже да Киви заиста мора да обави потребу, али Џим ће лично водити пса. Онда излази са Кивијем. У Лиоку, четири блока нападају троје. Јуми и Аелита јуре ка торњу, док се Улрик постара за блокове. Трипликацијом је уништио један блок, али два клона су уништена.
Џим се љути јер Киви још није нашао погодно место. Баш када се пас спрема да то учини, Џим га враћа у учионицу. Схватио је да је Од отишао кроз прозор, и баш тада Киви пишки на под. Од стиже до фабрике, а остало је осам минута до судара возова. У Лиоку, остао је један блок, али је тај блок девиртуелизовао Улрика. Од је виртуелизован у Лиоко, док се Аелита и Јуми налазе код гомиле оштрих стена. Блок сустиже Јуми и Аелиту, али она користи телекинезу да га уништи. Нажалост, када се то десило, девиртуелизовао ју је мегатенк. Аелита јури ка торњу, али је мегатенк спречава од тога и она користи креативност да направи провалију. Мегатенк иде преко провалије и пуца на њу. Од жртвује својих 50 животних поена, и уништава мегатенка ласерском стрелом. Аелита деактивира торањ, баш када су се возови скоро сударили. Џереми онда покреће повратак у прошлост.
Сада су Од и Улрик одиграли исти трик, само другачији; када је Сиси отворила врата шупе, искочио је Херв (који је исто добио поруку за шупу) и оборио је. Он признаје да је заљубљен у Сиси, желећи да је пољуби. Ипак, она га баца на страну. Њих двоје су сликани, и слика иде на Кадичке новости. Јуми каже „То је баш штета. Управо смо видели почетак и крај прелепе романсе!". Сви се смеју, али се Улрик и Јуми гледају.

## Емитовање
Епизода је премијерно емитована 1. октобра 2003. у Француској. У Сједињеним Америчким Државама је емитована 23. априла 2004.